# Paliki
Paliki (Grieks: Παλική) is een deelgemeente (dimotiki enotita) van de gemeente (dimos) Kefalonia, in de Griekse bestuurlijke regio (periferia) Ionische Eilanden. De plaats telt 7.836 inwoners.